# Grandfather
Grandfather é uma vila localizada no estado norte-americano de Carolina do Norte, no Condado de Avery.

## Demografia
Segundo o censo norte-americano de 2000, a sua população era de 73 habitantes.
Em 2006, foi estimada uma população de 70, um decréscimo de 3 (-4.1%).

## Geografia
De acordo com o United States Census Bureau tem uma área de
4,0 km², dos quais 3,9 km² cobertos por terra e 0,1 km² cobertos por água.

## Localidades na vizinhança
O diagrama seguinte representa as localidades num raio de 12 km ao redor de Grandfather.